# Ferrocarril Central de Bahía

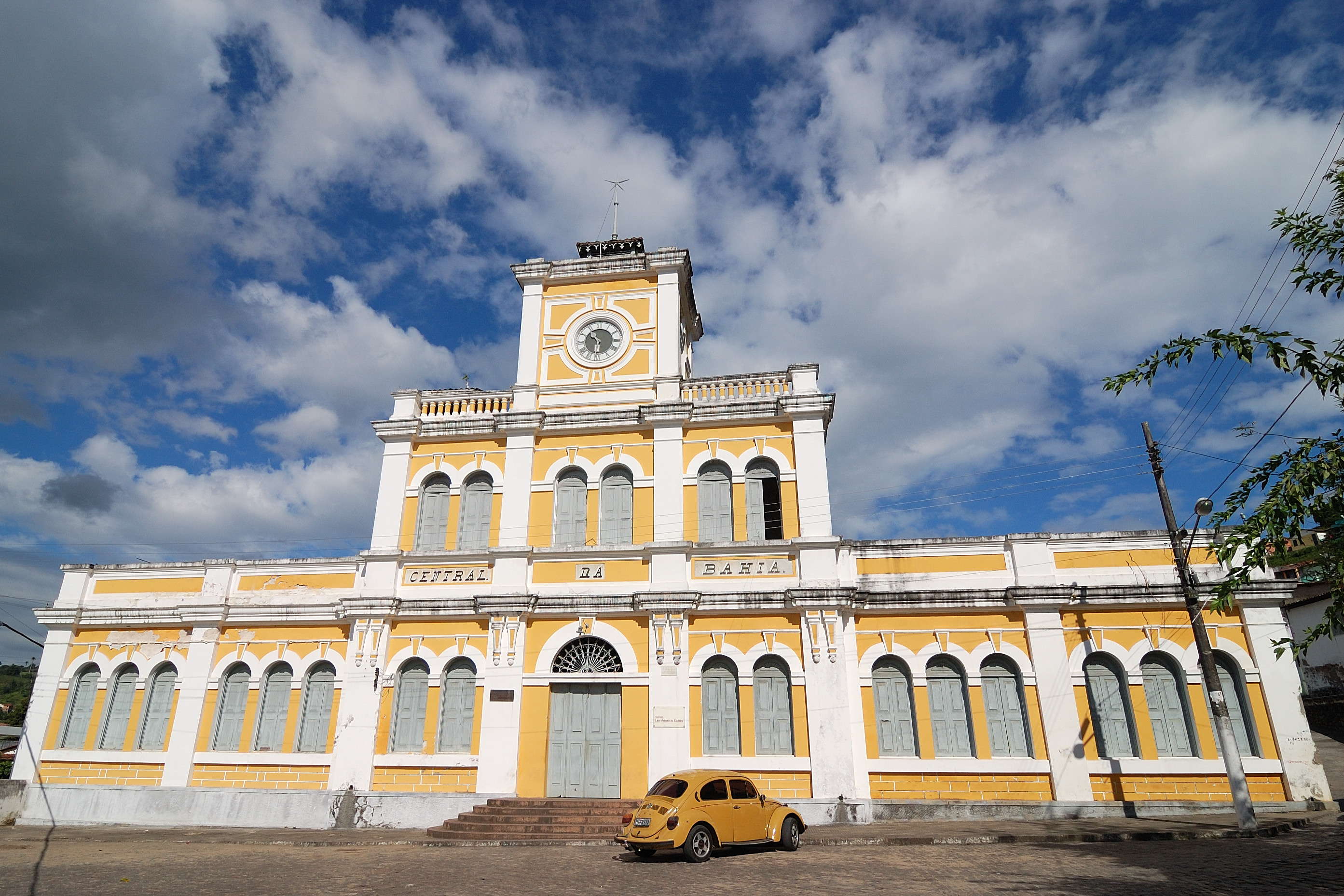
Estación de ferrocarril de la EFCBH en São Félix.

El Ferrocarril Central de Bahia (EFCBH) fue un ferrocarril que conectó el Recôncavo bahiano con las afueras y la Chapada Diamantina. El ferrocarril fue ideado por políticos y comerciantes de las ciudades baianas de Cachoeira y São Félix.

## Historia
La solicitud de la construcción procedió por iniciativa del Concejal y Coronel José Ruy Días d'Affonseca, siendo aprobada por la Cámara de Cachoeira y enviada al Presidente de la Provincia de Bahía. Como forma de retribuir la lealtad de quienes lucharon en la guerra de Independencia de Bahía, el Emperador Don Pedro II sancionó el Decreto Imperial n.º 1.242, de 16 de junio de 1865, estableciendo que: "Autoriza al Gobierno a contactar con la Compañía, que se encargue de organizar la construcción de una vía férrea, que podrá ser realizada por el sistema tram-road, de la forma más conveniente, entre la Ciudad de Cachoeira y Chapada Diamantina en la Provincia de Bahía, con un ramal a la Villa de la Feria de Santa Anna (...)".
Quien primero obtuvo la concesión para la construcción fue el ingeniero inglés John Charles Morgan, por medio del Decreto Imperial n.º 3.590, de 17 de enero de 1866, realizando solo 25 de los casi 45 kilómetros del ramal de Feria de Santana. La empresa fue organizada en Inglaterra en nombre de Paraguassú Steam Tram-Road Company Limited y en Brasil por el nombre Estrada de Ferro do Paraguassú, quebrando en 1870.
La segunda concesión fue dada al ingeniero inglés Hugh Wilson que firmó, el 26 de septiembre de 1872, con el presidente de la Provincia de Bahía Joaquim Pires Machado Portela, un contrato comprometiéndose a asumir la obra fallida y organizar una nueva empresa. Dicho contrato fue ratificado por Don Pedro II, conforme a la redacción del Decreto Imperial n.º 5.777, de 28 de octubre de 1874. La empresa fue organizada en Inglaterra con el nombre Brazilian Imperial Central Bahia Railway Company Limited y en Brasil con el nombre Companhia Anonyma da Imperial Estrada de Ferro Central da Bahia, siendo autorizada a funcionar por medio del Decreto Imperial n.º 6.094, de 12 de enero de 1876.
Bajo el control de la Brazilian Imperial Central Bahia Railway Company Limited, el ferrocarril fue construido en siete etapas. La primera etapa fue la conclusión del ramal uniendo la ciudad de Cachoeira con Villa de Feria de Santa Anna, actual Feria de Santana, abierto al tráfico el 2 de diciembre de 1876, con la extensión de 45 kilómetros. La segunda etapa fue la construcción de la línea principal entre São Félix y Tapera, actual Taperi, región de Santa Teresinha, abierta al tráfico el 23 de diciembre de 1881, con una extensión de 84 kilómetros y el ramal de Monte Cruzeiro uniendo Tapera a Santa Teresinha, abierto al tráfico el 23 de diciembre de 1881, con una extensión de 2 kilómetros. La tercera etapa fue la prolongación de la línea principal entre Tapera y João Amaro, región de Iaçu, abierta al tráfico el 15 de octubre de 1883, con una extensión de 97 kilómetros. La cuarta etapa fue la prolongación de la línea principal entre João Amaro y Queimadinhas, actual Marcionílio Souza, abierta al tráfico el 11 de enero de 1885, con una extensión de 63 kilómetros. La quinta etapa fue la construcción del ramal (sub-ramal de Feria de Santana) uniendo Cruz a São Gonçalo, abierta al tráfico el 16 de enero de 1886, con una extensión de 3 kilómetros. La sexta etapa fue la prolongación de la línea entre Queimadinhas y Bandeira de Melo, región de Itaetê, abierta al tráfico el 19 de mayo de 1887, con una extensión de 11 kilómetros. La última etapa fue la construcción del ramal uniendo Queimadinhas a Olhos d’Água, actual Machado Portella, región de Marcionílio Souza, abierto al tráfico el 15 de noviembre de 1888, con una extensión de 13,600 kilómetros.
Con la entrada en vigor de la Ley n.º 652, de 23 de noviembre de 1899, y de la Ley n.º 746, de 29 de diciembre de 1900, el Ferrocarril Central de Bahía fue rescatada y alquilada a los administradores del Ferrocarril de Bahía a São Francisco y en 1911, la Central de Bahía pasó a ser administrada por la empresa franco-belga Compagnie des Chemins de Fer Fédéraux de l'Est Brésilien. Bajo el control de la CCFFEB, se prolongó la línea de Machado Portella a Iracema, abierta al tráfico el 7 de febrero de 1921, con una extensión de 32 kilómetros. De Iracema a Jequi, abierta al tráfico el 22 de noviembre de 1921, con una extensión de 39 kilómetros. De Bandeira de Melo a Itaetê (ramal), abierta al tráfico el 26 de mayo de 1923, con una extensión de 23 kilómetros. De Conceição a Afflingidos (sub-ramal del ramal de Feria de Santana), abierta al tráfico el 3 de noviembre de 1923, con una extensión de 22,076 kilómetros. De Jequi a Sincorá, abierta al tráfico el 15 de junio de 1927, con una extensión de 27 kilómetros. Finalmente, la línea fue prolongada de Sincorá a Contendas, abierta al tráfico el 2 de agosto de 1928, con una extensión de 24 kilómetros. En 1935, se produce el abandono (extinción) del Ferrocarril Central de Bahía, por determinación del presidente Getúlio Vargas, siendo transferido el patrimonio a Tráfico Férreo Federal del Este Brasileño S/A (VFFLB).

## Condiciones técnicas del proyecto original
Ancho - 1,067 m / Pendiente máxima - 3% / Relación de la extensión en nivel - 27,663% / Relación de la extensión en declive - 72,337% / Relación de los alineamientos netos - 68,448% / Relación de los alineamientos en curvas - 31,552% / Radio mínimo de las curvas - 120 m / Altura máxima de los cortes - 21 m / Altura máxima de los vertidos - 18 m